# Siphocrocuta trinidadensis
Siphocrocuta trinidadensis är en tvåvingeart som beskrevs av Townsend 1935. Siphocrocuta trinidadensis ingår i släktet Siphocrocuta och familjen parasitflugor. Inga underarter finns listade i Catalogue of Life.